# Watersipora subovoidea
Watersipora subovoidea är en mossdjursart som först beskrevs av d'Orbigny 1852.  Watersipora subovoidea ingår i släktet Watersipora och familjen Watersiporidae. Inga underarter finns listade i Catalogue of Life.